# Cuiry-lès-Iviers
Cuiry-lès-Iviers é uma comuna francesa na região administrativa de Altos da França, no departamento de Aisne. Estende-se por uma área de 4,79 km². Em 2010 a comuna tinha 28 habitantes (densidade: 5,8 hab./km²).